# ジャックナイフ現象

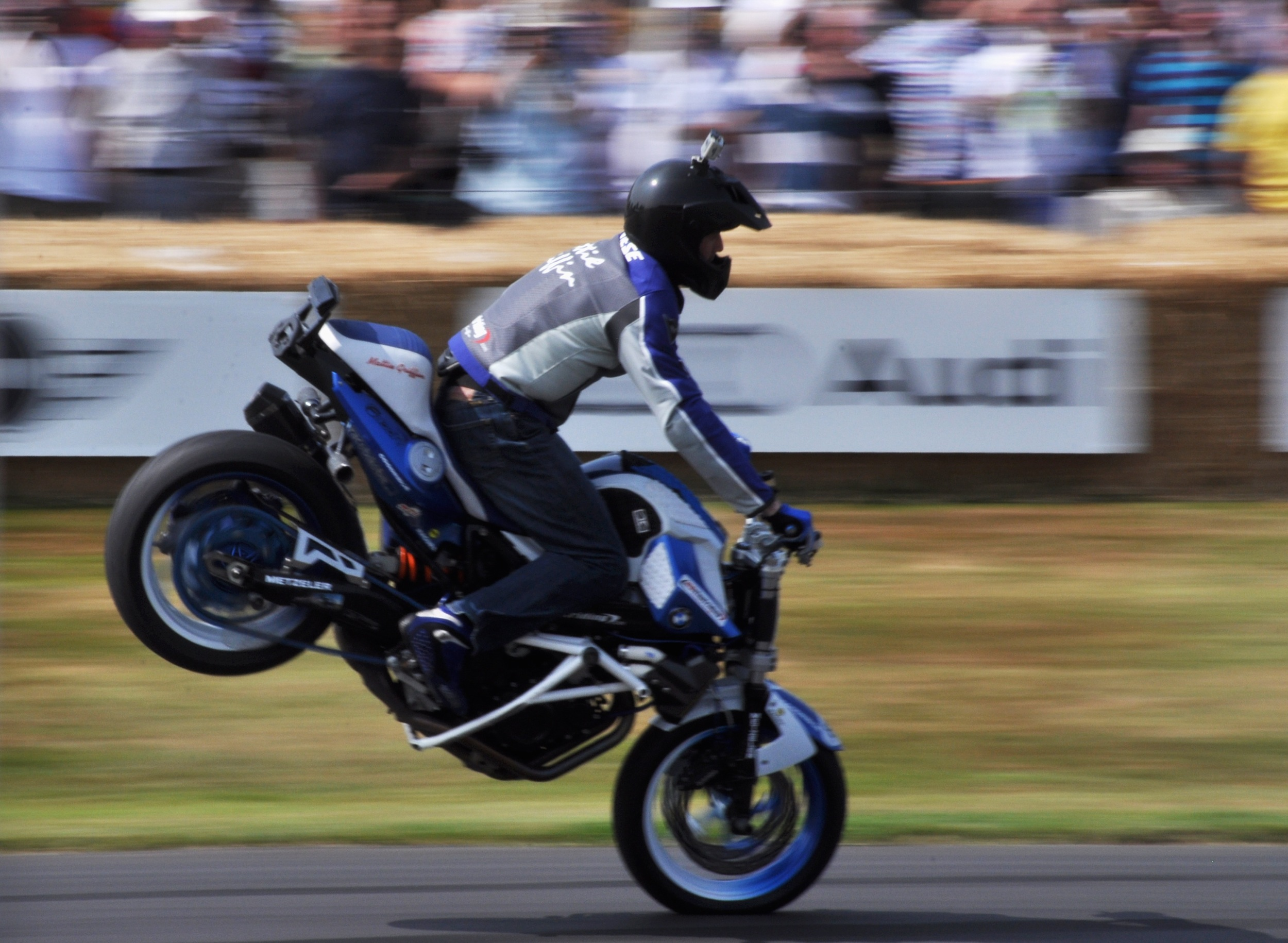
Matty Griffin - stunt biker

自動車の話題におけるジャックナイフとは、以下の2つの意味がある。
1. トレーラーが急ブレーキをかけた際に、トレーラーがトラクターに対し折れ曲がる現象。
→｢トレーラーにおけるジャックナイフ現象｣
2. 英語などでストッピー（Stoppie）と呼ばれる自転車やオートバイの操縦技方。フロントブレーキを使い、ウイリーとは逆に、車体の後部をリフトさせる技術。
→｢二輪車の技としてのジャックナイフ｣

## トレーラーにおけるジャックナイフ現象
ジャックナイフ現象（ジャックナイフげんしょう）とは、牽引自動車（セミトレーラー）が急ブレーキや急ハンドル操作を行った際、トラクターヘッド（動力部）とトレーラー（荷台）が「く」の字状に折れ曲がる現象。トラクターが急ハンドルを切った時、牽引するトラクターは曲がり始めても、荷台部分は慣性の法則によって直進しようとする。つまり、トレーラーヘッドに対して横滑りになるため、このような現象が起こる。路面の摩擦係数が低い場合は各車輪の制動力（タイヤのグリップ力）に差が出やすいため、直進時の制動でも荷台に押される形で折れ曲がることがある。
折れ曲がった状態が折りたたみ式ナイフのジャックナイフに似ていることから、こう名付けられた。
自動車メーカーや車体メーカーではこの対策として、横滑り防止装置や逆位相操舵機構を搭載するようになった。

## 二輪車の技におけるジャックナイフ
二輪車におけるジャックナイフとは、ブレーキングや体重移動により後輪を浮かせる技のことをいう。小径車や重心が高くホイルベースの短い車体では、急制動時に意図せず発生したジャックナイフから前転事故へ発展することもあるが、エクストリームバイク熟練者の場合はジャックナイフのままかなりの距離を走行し、そのままターンするなどの技を自在にこなす。